# مستدمية بيتمانية
مستدمية بيتمانية (الاسم العلمي:Haemophilus pittmaniae) هي نوع من البكتيريا تتبع جنس المستدمية من فصيلة الباستوريلات.